# Іноземні кладовища в Україні
Це список іноземних військових похованнь на теренах України.

## Таблиця
SPARQL-запит (виконати • довідка Wikidata Query • TABernacle · old):
SELECT ?item WHERE { ?item wdt:P31 wd:Q56250229 . }
| Зображення | Назва                                                              | Статус                                | Категорія             | географічні координати                                                                   | категорія Вікісховища                         | item      | ідентифікатор цвинтаря Find a Grave |
| ---------- | ------------------------------------------------------------------ | ------------------------------------- | --------------------- | ---------------------------------------------------------------------------------------- | --------------------------------------------- | --------- | ----------------------------------- |
|            | Личаківський цвинтар                                               | цвинтар кладовища іноземців в Україні | Львів                 | 49°49′57″ пн. ш. 24°03′22″ сх. д. / 49.8325° пн. ш. 24.056111111111° сх. д.              | Lychakiv Cemetery                             | Q1316721  | 2179517                             |
|            | Італійське військове кладовище (Севастополь)                       | кладовища іноземців в Україні         | Балаклавський район   | 44°31′49″ пн. ш. 33°39′20″ сх. д. / 44.53015499839847° пн. ш. 33.655469321294355° сх. д. | Italian Cemetery in Sevastopol                | Q3886731  |                                     |
|            | Цвинтар німецьких військовополонених (Донецьк)                     | кладовища іноземців в Україні         | Донецьк               | 47°59′45″ пн. ш. 37°41′18″ сх. д. / 47.99583333° пн. ш. 37.68833333° сх. д.              | Cemetery of German prisoners of war, Donetsk  | Q4222838  |                                     |
|            | Другий християнський цвинтар                                       | цвинтар кладовища іноземців в Україні | Одеса                 | 46°27′03″ пн. ш. 30°43′30″ сх. д. / 46.450866° пн. ш. 30.725099° сх. д.                  | 2nd Christian Cemetery in Odesa               | Q13416784 | 2399892                             |
|            | Турецькі поховання часів Першої світової війни на Західній Україні | кладовища іноземців в Україні         |                       |                                                                                          |                                               | Q28704412 |                                     |
|            | British Cemetery in Sevastopol                                     | кладовища іноземців в Україні         | Севастополь           | 44°34′04″ пн. ш. 33°33′36″ сх. д. / 44.567777777778° пн. ш. 33.56° сх. д.                |                                               | Q56250320 | 639835                              |
|            | Німецьке військове кладовище (Антрацит)                            | кладовища іноземців в Україні         | Антрацитівський район | 48°07′16″ пн. ш. 39°06′33″ сх. д. / 48.121163888889° пн. ш. 39.109141666667° сх. д.      |                                               | Q56250337 |                                     |
|            | Німецьке військове кладовище (Кіровоградський район)               | цвинтар кладовища іноземців в Україні | Карлівка              | 48°27′33″ пн. ш. 32°02′51″ сх. д. / 48.459194444444° пн. ш. 32.047405555556° сх. д.      |                                               | Q56250417 | 2505036                             |
|            | Deutsche Kriegsgräberstätte Kiew-Sammelfriedhof                    | кладовища іноземців в Україні         | Віта-Поштова          | 50°18′04″ пн. ш. 30°22′17″ сх. д. / 50.301191666667° пн. ш. 30.371380555556° сх. д.      |                                               | Q56250439 | 2574212                             |
|            | Німецьке військове кладовище (Бердичів)                            | кладовища іноземців в Україні         | Бердичів              | 49°51′56″ пн. ш. 28°35′40″ сх. д. / 49.865575° пн. ш. 28.594386° сх. д.                  |                                               | Q56250446 |                                     |
|            | German War Cemetery Potylicz / Potelitsch                          | кладовища іноземців в Україні         | Потелич               | 50°11′50″ пн. ш. 23°32′27″ сх. д. / 50.197231° пн. ш. 23.540819° сх. д.                  | German military cemetery in Potelych          | Q56250468 | 2573666                             |
|            | Turkish Cemetery in Sevastopol                                     | кладовища іноземців в Україні         | Севастополь           | 44°34′08″ пн. ш. 33°34′44″ сх. д. / 44.568888888889° пн. ш. 33.578888888889° сх. д.      | Monument to the Turkish soldiers (Sevastopol) | Q56251712 |                                     |